# Sabine Hock
Sabine Hock (* 1965 in Frankfurt am Main) ist eine deutsche Autorin, Journalistin und Herausgeberin.

## Leben
Hock besuchte in Frankfurt am Main die Schillerschule und bestand 1984 das Abitur. Noch im gleichen Jahr begann sie ein Studium der Germanistik, Mittleren und Neueren Geschichte und Anglistik an der Johann Wolfgang Goethe-Universität Frankfurt am Main, das sie 1989 mit dem Magister bei Ernst Erich Metzner abschloss. Das Thema der Magisterarbeit lautete Die Bedeutung Hessens und der Hessen in der Germanistik bis 1848. Bereits während des Studiums absolvierte sie verschiedene Praktika am Stadtarchiv Frankfurt, beim Deutschen Rundfunkarchiv und bei der Frankfurter Neuen Presse. Seit 1985 arbeitete sie auch als freie Autorin und Journalistin sowie Lektorin unter anderem für den Verlag Waldemar Kramer in Frankfurt am Main und den Verlag Michaela Naumann in Nidderau. Von 1990 bis 2009 war sie Mitarbeiterin in der Dramaturgie am Volkstheater Frankfurt, von 1998 bis 1999 als Regieassistentin, sowie als Autorin der Programmhefte zu den Inszenierungen tätig.
Seit 1986 arbeitet Hock als Bearbeiterin, später als Chefredakteurin, für die Frankfurter Biographie, ein biographisches Lexikon der mit der Stadt Frankfurt am Main verbundenen Personen. Seit 2014 erarbeitet sie im Auftrag der Frankfurter Bürgerstiftung in Kooperation mit der Frankfurter Historischen Kommission die Online-Ausgabe als Frankfurter Personenlexikon.
1998 promovierte sie bei Horst Dieter Schlosser im Fach Germanistik an der Frankfurter Universität zum Dr. phil. mit der Dissertationsschrift Ich bin ein Spötter nur, ein loser… Karl Ettlinger (1882–1939) und seine Mitarbeit bei der Münchner Wochenschrift Jugend in der Zeit von 1902 bis zum Beginn des Ersten Weltkriegs. Im Jahr 2000 bis 2003 übernahm sie einen Lehrauftrag für historische Sprachwissenschaft an der Goethe-Universität.
Sabine Hock ist Autorin und Herausgeberin zahlreicher Veröffentlichungen, vor allem zum Thema Frankfurter und Hessische Geschichte, sowie Mitautorin der Neuen Deutschen Biographie. Sie ist mit dem Ingenieur Wolfgang Faust verheiratet, sie haben eine Tochter.

## Schriften (Auswahl)

### Autorin
- Fini und das Geheimnis im Paket. Selbstverlag, Frankfurt am Main 2012; ISBN 978-3-00-040554-9.
- Grimms Hessen. Ein literarischer Reiseführer auf den Spuren der Brüder Grimm. Societäts-Verlag, Frankfurt am Main 2007; ISBN 3-7973-0952-X.
- Die Geschichte des Luisenhofs in Frankfurt-Bornheim. FES, Frankfurt am Main 2006.
- Liesel Christ, Volksschauspielerin. Eine Biographie. Kramer, Frankfurt am Main 2004; ISBN 3-7829-0546-6.
- Die Paulskirche. Symbol demokratischer Freiheit und nationaler Einheit. mit Evelyn Brockhoff, Institut für Stadtgeschichte, Frankfurt am Main 1998.
- Ich bin ein Spötter nur, ein loser … Karl Ettlinger (1882–1939) und seine Mitarbeit bei der Münchner Wochenschrift Jugend in der Zeit von 1902 bis zum Beginn des Ersten Weltkriegs. (Dissertationsschrift), Verlag Michaela Naumann, Nidderau 1998; ISBN 3-924490-94-5.

### Herausgeberin
- Der Widerspenstigen Zähmung. von Karl Ettlinger, Verlag Michaela Naumann, Nidderau 2000; ISBN 3-924490-97-X.
- Karlchens Erfolg und Verfolgung. Die Lebensgeschichte des Schriftstellers Karl Ettlinger (1882–1939). Verlag Michaela Naumann, Nidderau 1997; ISBN 3-924490-84-8.
- Erlebdes un Erlauschdes. von Karl Ettlinger, Verlag Michaela Naumann, Nidderau 1994; ISBN 3-924490-68-6.
- Die geteilte Walküre. von Karl Ettlinger, Verlag Michaela Naumann, Nidderau 1993; ISBN 3-924490-61-9.
- Chronik der Frankfurter Seilerfamilie Reutlinger. Waldkircher Verlag, Waldkirch 1989; ISBN 3-87885-213-4.